# Eumecurus bilineolata
Eumecurus bilineolata är en insektsart som beskrevs av Alexander Fyodorovich Emeljanov 1993. Eumecurus bilineolata ingår i släktet Eumecurus och familjen kilstritar. Inga underarter finns listade i Catalogue of Life.